# Love Travels at Illegal Speeds
Love Travels at Illegal Speeds è il sesto album discografico in studio del cantautore inglese Graham Coxon (chitarrista dei Blur), pubblicato nel 2006.

## Tracce
1. Standing on My Own Again – 4:29
2. I Can't Look at Your Skin – 3:35
3. Don't Let Your Man Know – 2:54
4. Just A State of Mind – 4:36
5. You & I – 3:43
6. Gimme Some Love – 2:32
7. I Don't Wanna Go Out – 4:17
8. Don't Believe Anything I Say – 5:26
9. Tell it Like it Is – 4:02
10. Flights to the Sea (Lovely Rain) – 3:25
11. What's He Got? – 3:42
12. You Always Let Me Down – 2:49
13. See A Better Day – 5:10